# Christian Kohlund
Christian Kohlund (ur. 17 sierpnia 1950 w Bazylei) – szwajcarski aktor i reżyser.

## Filmografia

### Filmy
- 1973: Przechodzień (Der Fußgänger) jako Erwin Gotz
- 1993: Abraham (Abramo, TV) jako Eschkol
- 1999: Jezus (TV) jako Kajfasz
- 2002: Juliusz Cezar (TV) jako Lepidus
- 2002: Biblia. Apokalipsa świętego Jana (TV) jako Kwintus Fabiusz Maksimus
- 2003: I ragazzi della via Pál (TV) jako Padre Boka
- 2004: Wenecka serenada (Mit deinen Augen, TV) jako Eike Blohm
- 2005: Klinika w Schwarzwaldzie: Następne pokolenie (TV) jako prof. Alexander Vollmers

### Seriale TV
- 1976: Tatort: Abendstern jako Peter Raisch
- 1978: Derrick jako Konrad Peiss
- 1985: Derrick jako Bondeck / prawnik Strobel
- 1986–1989: Klinika w Schwarzwaldzie (Die Schwarzwaldklinik) jako dr Vollmers
- 1987: Derrick jako Harald Trabuhr
- 1990: Derrick jako dr Schöne
- 1991: Derrick jako Luckner
- 1992-1993: Droga do gwiazd (By Way of the Stars) jako Karl Bienmann
- 1993: Sprawa dla dwóch (Ein Fall für zwei) jako Till Münzer
- 1996: Wśród pól Australii (Sun on the Stubble) jako Marcus Gunther
- 1998: Derrick jako Johannes Dohna
- 1999: Klinika pod palmami (Klinik unter Palmen) jako Ulrich Wegner
- 1999: Kobra – oddział specjalny - odc. „Śmierć chłopca” (Der Tod des jungen) jako Carlos Berger
- 1999: Kobra – oddział specjalny - odc. „Samotne zwycięstwo” (Ein einsamer Sieg) jako Carlos Berger
- 1999: Un prete tra noi jako Gino La Torre
- 2004: Nasz Charly jako Frank Sellhoff
- 2004: Pod żaglami (Unter weißen Segeln) jako Rudolf Bauer
- 2005: Rosamunde Pilcher jako William Conner
- 2011: Hotel marzeń: Wietnam (Das Traumhotel: Vietnam) jako Markus Winter
- 2015: Tatort: Erkläre Chimäre jako Gustav van Elst
- 2018–2019: Górski lekarz (Der Bergdoktor) jako Ludwig Gruber